# 7-es metróvonal (Madrid)
A 7-es metróvonal (spanyol nyelven Línea 7, röviden L-7) a Madridi metróhálózat hetedik vonala. Az 1445 mm-es nyomtávolságú, 32,9 km hosszúságú vonalon jelenleg 30 állomás található. 1974 július 17-én nyílt meg Las Musas és Pueblo Nuevo megállók között, majd többszörös hosszabbítással 2008-ban érte el jelenlegi hosszát.
A vonalon hatkocsis 9000 sorozatú metrószerelvények közlekednek.

## Képgaléria

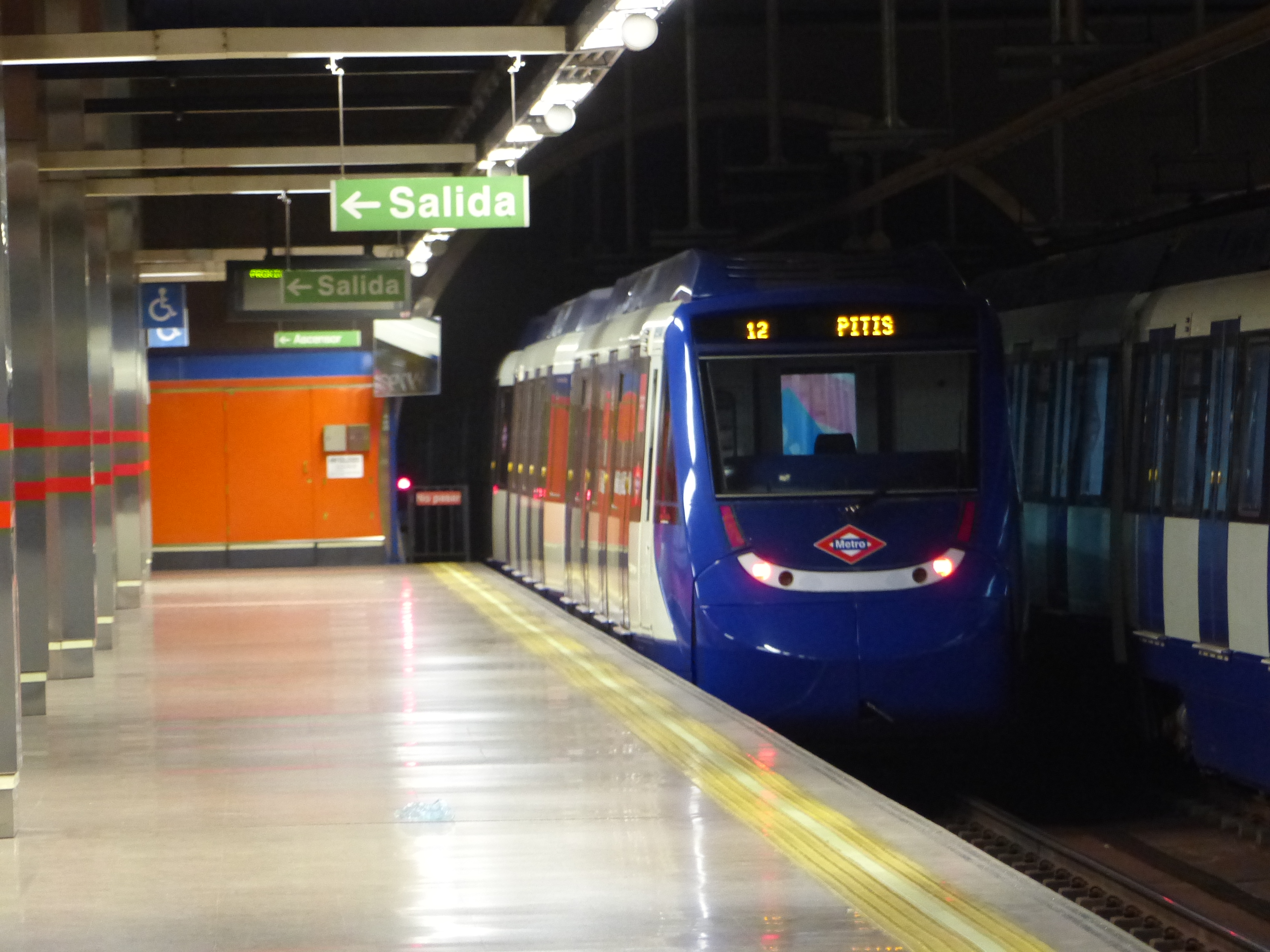
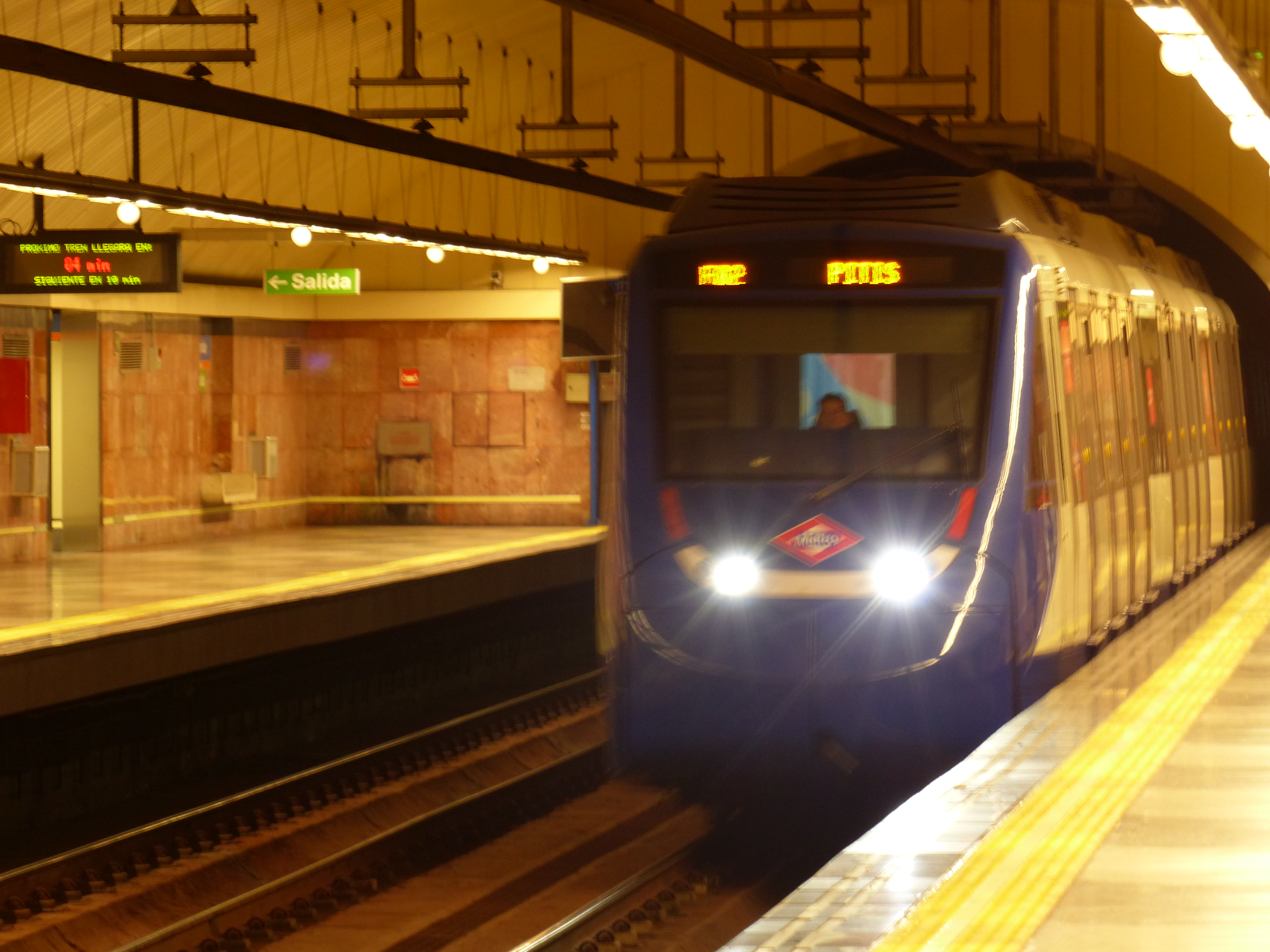
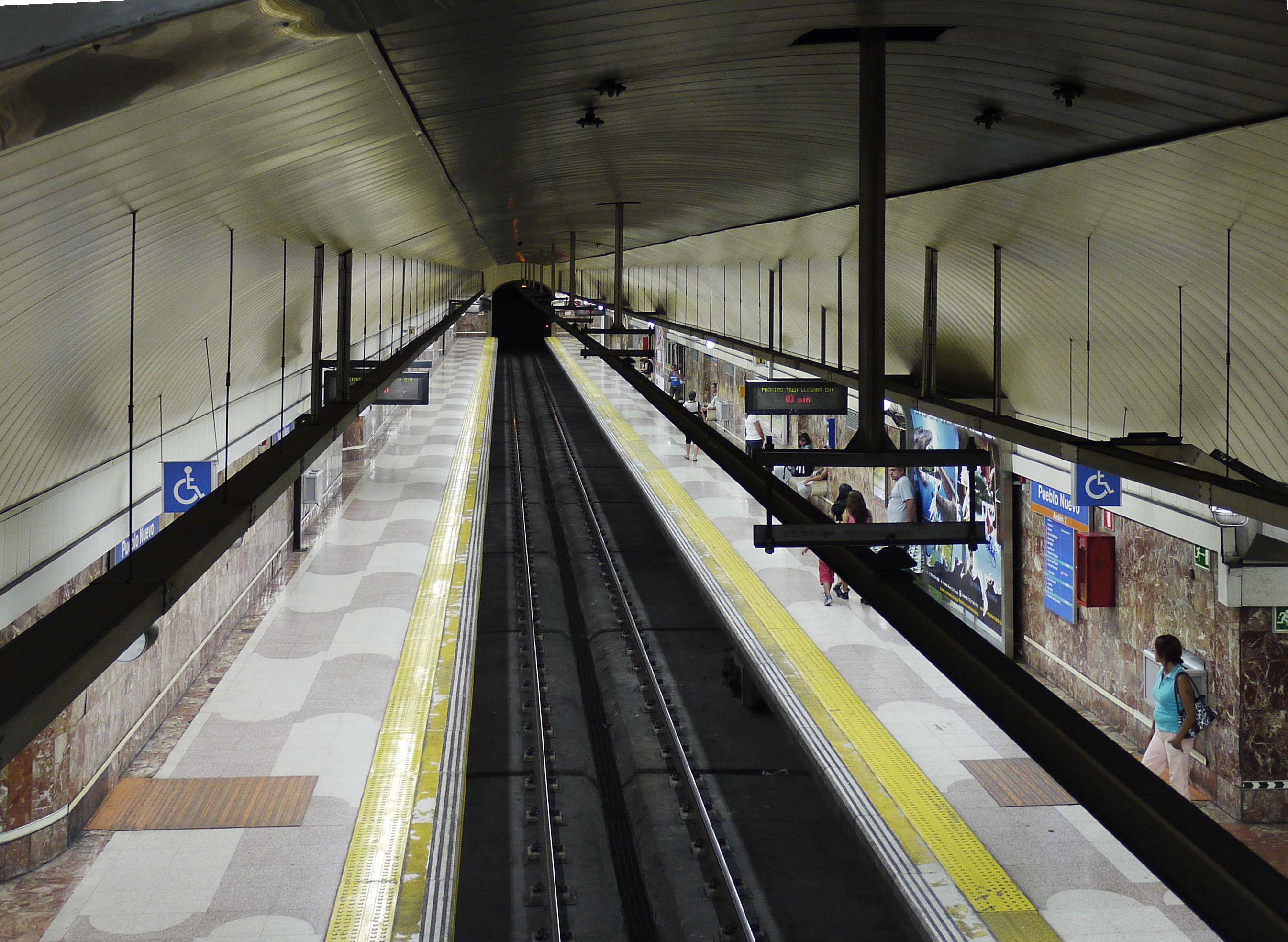
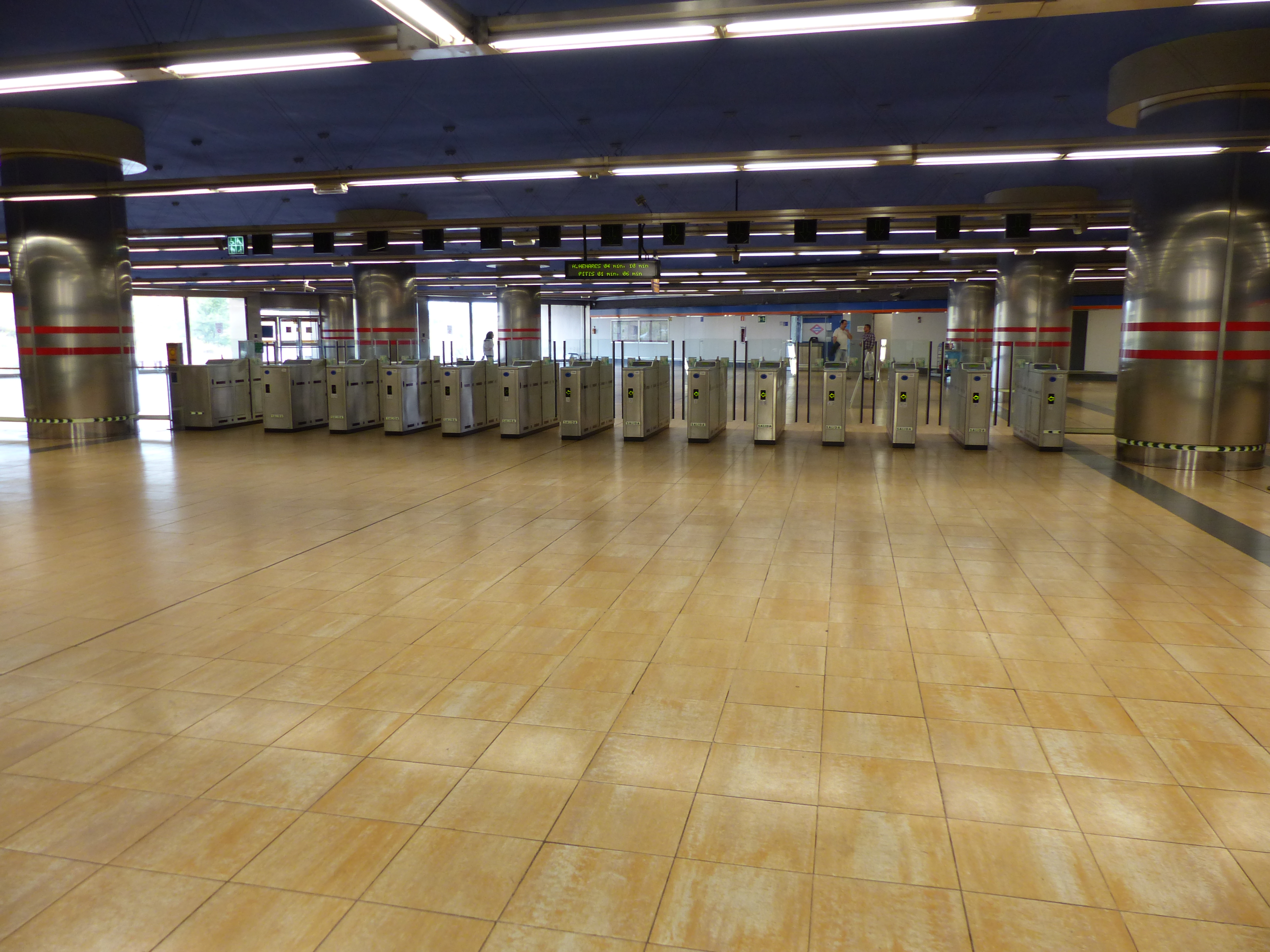